# Q'anjob'al
El q'anjob'al (també conegut com a kanjobal) és una de les llengües maies parlat per la població q'anjob'al, que en la seva majoria viu en l'altiplà occidental de Guatemala i en l'extrem de Chiapas.
La comunitat lingüística q'anjob'al tenia uns 77.800 parlants segons estimacions de SIL el 1998, concentrats en tres municipis del departament de Huehuetenango: Santa Eulalia (Jolom Konob), San Juan Ixcoy (Yich K’ox), San Pedro Soloma (Tz’uluma’) i Santa Cruz Barillas (Yal Motx).
El q'anjob'al forma part de la branca q'anjob'al de les llengües maies. La família de llengües maies inclou 31 idiomes, dels quals 2 són extints. La branca q'anjob'al inclou també els idiomes chuj, akatek, jakaltek i tojolabal. Els idiomes q'anjob'alan són considerats com els més conservadors de les llengües maies, encara que tenen també innovacions interessants.

## Fonologia
El q'anjob'al consta de 26 sons consonàntics i 5 sons vocàlics. Les lletres de l'alfabet són les següents: 
a, b', ch, ch', d, e, h, i, j, k, k', l, m, n, o, p, q, q', r, s, t, t', tx, tx', tz, tz', u, w, x, xh, y' (glotal).
La ' en ch', k', q', t', tx', i tz' representa una ejectiva o egressiva glotal, és a dir, la consonant s'acompanya d'una glopada d'aire de la glotis. La lletra r en q'anjob'al té una distribució limitada. S'utilitza sobretot en els préstecs, principalment en paraules prestades de l'espanyol com roxax, 'rosa', de l'espanyol rosa. També s'utilitza en paraules afectives i posicionals com k'arari 'soroll d'un motor vell o similar', jeran 'estar en una posició/forma trencada'. Les lletres tx i x representen consonants retroflexes pronunciades amb la llengua tancada enrere de la boca. Es creu que aquesta retroflexió en q'anjob'al és una influència del mam.
|         | Anterior | Central | Posterior |
| ------- | -------- | ------- | --------- |
| Tancada | i        |         | u         |
| Mitjana | e        |         | o         |
| Oberta  |          | a       |           |

|            | Bilabial | Bilabial  | Alveolar | Alveolar  | Postalveolar | Postalveolar | Retroflexa | Retroflexa | Velar  | Velar    | Uvular | Uvular    | Glotal |
|            | plana    | implosiva | plana    | ejectiva  | plain        | ejectiva     | plana      | ejectiva   | plana  | ejectiva | plana  | implosiva | Glotal |
| ---------- | -------- | --------- | -------- | --------- | ------------ | ------------ | ---------- | ---------- | ------ | -------- | ------ | --------- | ------ |
| Nasal      | m /m/    |           | n /n/    |           |              |              |            |            | n /ŋ/  |          |        |           |        |
| Oclusiva   | p /pʰ/   | b' /ɓ/    | t /tʰ/   | t' /tʼ/   |              |              |            |            | k /kʰ/ | k' /kʼ/  | q /qʰ/ | q' /ʠ/    | ' /ʔ/  |
| Africada   |          |           | tz /tsʰ/ | tz' /tsʼ/ | ch /tʃʰ/     | ch' /tʃʼ/    | tx /tʂʰ/   | tx' /tʂʼ/  |        |          |        |           |        |
| Fricativa  |          |           | s /sʰ/   |           | xh /ʃʰ/      |              | x /ʂ/      |            | j /χ/  |          |        |           |        |
| Aproximant | w /v/    |           | l /l/    |           | y /j/        |              |            |            | w /w/  |          |        |           |        |
| Bategant   |          |           | r /ɾ/    |           |              |              |            |            |        |          |        |           |        |